# Amo, Mexiko
Amo är en ort i Mexiko.   Den ligger i kommunen Teopisca och delstaten Chiapas, i den sydöstra delen av landet, 800 km öster om huvudstaden Mexico City. Amo ligger 1 183 meter över havet och antalet invånare är 111.
Terrängen runt Amo är huvudsakligen kuperad, men åt nordväst är den bergig. Runt Amo är det ganska glesbefolkat, med 50 invånare per kvadratkilometer. Närmaste större samhälle är Teopisca, 6,0 km nordost om Amo. I omgivningarna runt Amo växer huvudsakligen savannskog.